# Personaggi di xxxHOLiC
Questa voce raggruppa i personaggi del manga e dell'anime xxxHOLiC, opera delle CLAMP, e successivamente del film d'animazione Sogno di una Notte di Mezza Estate.

## Principali

### Kimihiro Watanuki
Kimihiro Watanuki (四月一日君尋?, Watanuki Kimihiro) è uno studente diciannovenne giapponese rimasto orfano in tenera età, in grado di percepire e comunicare con gli spiriti, dono ereditato dai suoi genitori naturali. Accetta di lavorare per Yūko per liberarsi del suo potere. Tuttavia, benché odi la sua abilità, Watanuki si fa spesso in quattro per aiutare le persone con cui viene in contatto grazie ad essa, anche quando non è necessario ai fini dei suoi compiti. Avendo dovuto vivere da solo per gran parte della sua vita, Watanuki è estremamente indipendente, oltre ad essere un ottimo cuoco e casalingo.
Watanuki ha una cotta per una sua compagna di classe, Himawari Kunogi, che tenta sempre di impressionare in ogni modo possibile. Vede un altro suo compagno di classe, Shizuka Dōmeki, come un potenziale rivale per Himawari, anche se questi non ha mai espresso alcun interesse per lei. A causa dell'abilità di Dōmeki di scacciare gli spiriti, Watanuki è costretto a passare sempre più tempo in sua presenza, cosa che ha favorito la nascita di una specie di riluttante amicizia. Nonostante ciò, Watanuki continua a reagire in modo molto ostile verso Dōmeki, anche se le sue azioni tradiscono le sue parole.
Nonostante Yūko sia molto bella, seducente e spesso provocante, Watanuki sembra esserle completamente indifferente, e continua a concentrare le sue attenzioni solo su Himawari. In effetti, Watanuki sembra essere quello più irritato davanti alle provocazioni di Yūko.
Quando Watanuki nel manga viene ferito gravemente, costringendo Himawari e Dōmeki a chiedere a Yūko di salvargli la vita, si scopre che anche Shaoran di Tsubasa RESERVoir CHRoNiCLE, che Watanuki ha solo intravisto brevemente, ha pagato un prezzo in passato per evitare gli succedesse qualcosa di brutto. Successivamente verrà rivelato che Watanuki non è altro che una parte di Shaoran
Nella versione animata e nel film è stato doppiato da Jun Fukuyama. Nella versione italiana del film è stato doppiato da Nanni Baldini.

### Yuko Ichihara
Yuko Ichihara (壱原侑子?, Ichihara Yūko) è una donna con molta fama nel mondo del sovrannaturale. Dalle incredibili capacità parapsicologiche, dirige un negozio in grado di esaudire qualsiasi desiderio a patto che venga in cambio pagato un prezzo dal valore equivalente, fosse anche l'anima. Avendo molta esperienza nel settore, Yūko non è così sciocca da rivelare il suo vero nome. Ha un ruolo di catalizzatore nella trasformazione di Watanuki, comportandosi quasi come suo mentore. Ama bere e mangiare i piatti del ragazzo, che trascina spesso con sé durante i suoi viaggi.
Nonostante il suo atteggiamento immaturo e spensierato, Yūko sa essere saggia e seria quando la situazione lo richiede. La donna sembra essere a conoscenza dell'hitsuzen che Watanuki seguirà, e più volte gli ha dato dei suggerimenti criptici per metterlo in guardia da pericoli incombenti o da persone da non prendere alla leggera. Sembra inoltre preoccuparsi sinceramente per il ragazzo, assicurandosi che la notte sia al sicuro, facendolo accompagnare dal Kudakitsune per sicurezza o chiamando in aiuto Dōmeki nei casi di pericolo.
Yuko è una strega estremamente potente e con una vasta conoscenza, due cose che gli hanno valso un profondo rispetto da parte del mondo degli spiriti. Tuttavia, non sembra essere mai direttamente coinvolta con cose non inerenti ai contratti che fa con i suoi clienti. A volte manda Watanuki a fare i lavori meno impegnativi, come quando esaudisce il desiderio di Himawari. La donna sembra assumere il ruolo di enigmatica giocatrice di scacchi nel quadro generale delle cose.
Nella versione animata e nel film è stata doppiata da Sayaka Ōhara. Nella versione italiana del film è stata doppiata da Claudia Razzi.

### Shizuka Domeki
Shizuka Domeki (百目鬼静?, Dōmeki Shizuka) è un compagno di classe di Watanuki, considerato da questi come suo rivale. Fa parte del club di tiro con l'arco della scuola, con il quale spesso partecipa e vince gare tra istituti. Vive in un tempio ereditato da suo nonno.
Il carattere di Domeki è l'esatto opposto di quello di Watanuki. Calmo, tranquillo e con una certa predisposizione al sarcasmo, tende a fare la sua entrata in scena quando Watanuki riesce ad avere un momento da solo con Himawari, finendo ogni volta con l'innervosirlo.
Mentre Watanuki ha la capacità di attirare gli spiriti, Dōmeki possiede quella di  scacciarli, dono ereditato da suo nonno. L'indovina apparsa nel secondo volume predice il suo arrivo nella storia, asserendo che Watanuki incontrerà una persona con la quale litigherà sempre, ma con il quale instaurerà un legame che con il tempo si rafforzerà.
Yuko consiglia sempre a Watanuki di stare vicino a Domeki a causa del suo potere di scacciare gli spiriti che solitamente attaccano il ragazzo, ma la gelosia e il fastidio che gli causano il comportamento calmo e rilassato del presunto rivale gli impediscono di ammettere i suoi veri sentimenti di stima. Il fatto che in diverse occasioni Watanuki sia stato salvato da Dōmeki, inoltre, non facilita la situazione. Come ricompensa per il suo aiuto, Watanuki gli prepara ogni giorno dei bentō, finendo ogni volta col vedersi richieste delle pietanze impossibili da preparare.
Visto il modo con cui impugna l'arco, Domeki è destrimano, come fatto notare anche da Himawari quando commenta la sfortuna del ragazzo nell'essersi fatto male al braccio che usava nelle gare dopo aver salvato Watanuki dalla caduta da un palazzo.
Inizialmente Domeki poteva vedere solamente uno spazio vuoto nel posto dove il negozio di Yūko si trovava. La donna spiega nell'ottavo volume che dato che Dōmeki non aveva bisogno di niente da lei, il negozio per lui non esisteva fisicamente. Dopo la caduta da una finestra di Watanuki e la conseguente e gravissima ferita, tuttavia, Domeki diventa in grado di entrare nel negozio di Yuko per salvare la vita dell'amico.
Nella versione animata e nel film stato è doppiato da Kazuya Nakai. Nella versione italiana del film è stato doppiato da Fabrizio Pucci.

### Himawari Kunogi
Himawari Kunogi (九軒ひまわり?, Kunogi Himawari) è la ragazza per cui Watanuki ha una cotta sin dall'inizio della serie, che neanche gli avvertimenti criptici di Yuko sulla sua fortuna hanno fatto desistere.
Himawari è molto affezionata a Watanuki, ma a causa del suo potere innato di causare, benché non volutamente, una grande sfortuna a quelli che la circondano, tende ad evitarlo il più possibile per non vedergli fare una brutta fine. Lo stesso potere pare abbia causato anche la morte della nonna e diversi incidenti ai suoi amici.
Nella versione animata e nel film è stata doppiata da Shizuka Itō. Nella versione italiana del film è stata doppiata da Francesca Manicone.

## Secondari

### Maru e Moro
Marudashi (マルダシ?) e Morodashi (モロダシ?) sono le due bambine che hanno trascinato Watanuki nel negozio di Yuko all'inizio della serie. Non è stato rivelato se siano state create da Yuko, Clow Reed, da entrambi o da qualcun altro, ma dato che entrambe non hanno un'anima e non possono lasciare il negozio, si può assumere siano state create lì.
Più avanti nella serie Yuko spiega che l'esistenza di Maru e Moro è necessaria per il negozio, in quanto è grazie alla loro concentrazione che esso può esistere. Come effetto collaterale, tuttavia, le due hanno lunghi periodi di sonno. La loro mansione è quella di aiutare nelle varie faccende del negozio, ma la maggior parte delle volte funzionano da squadra di incitamento. Parlano quasi sempre all'unisono, tranne rari casi. Watanuki sembra andare d'accordo con loro, tranne quando le due non lo stanno trascinando in una delle scorribande di Yūko. Sono molto rari i casi in cui le due bambine parlano seriamente. Entrambe dimostrano affetto sia per Yūko che per Watanuki, nonostante amino fare sempre innervosire quest'ultimo. Sono spesso oggetto di divertenti sequenze comiche all'interno del manga.
I loro nomi, tradotti, sono entrambi sinonimi di "spogliarsi in pubblico", un possibile richiamo al titolo: anche se l'xxx del titolo dovrebbe essere inteso come una variabile, non si può negare che richiami alla mente anche il genere pornografico, a cui probabilmente allude, visto il target più maturo della serie.
Nella versione animata e nel film Maru è stata doppiata da Kazuko Kojima. Nella versione italiana del film è stata doppiata da Letizia Ciampa.
Moro è invece doppiata Hisayo Mochizuki nella versione animata e nel film. Nella versione italiana del film è stata doppiata da Gemma Donati.

### Zashiki-warashi
Zashiki-warashi (座敷童?) è uno spirito di sesso femminile con una cotta per Watanuki. Nel manga lo Zashiki-warashi appare la prima volta il giorno di San Valentino, determinata a regalare del cioccolato a Watanuki, cosa che per poco non causa la morte di Domeki. Appare una seconda volta quando Watanuki viene mandato da Yūko in un luogo ricolmo di energia purissima per far ritornare il kudakitsune alla sua grandezza originaria. Durante il viaggio il ragazzo incontra lo Zashiki-warashi seduto su una pietra e sfrutta l'occasione per consegnarli il regalo del White Day (un paio di guanti con un motivo ad ali di angelo) come segno di apprezzamento per il cioccolato ricevuto a San Valentino (nonostante non abbia mai potuto mangiarlo). La sua terza apparizione la vede nel tentativo di recuperare l'occhio destro di Watanuki dalle grinfie del demone Jorōgumo (女郎蜘蛛?), per poi alla fine venire salvata da Watanuki stesso, accorso in aiuto. Appare un'ennesima volta in compagnia di Ame-warashi per far visita al ragazzo, in convalescenza dopo un grave incidente.
Nonostante sia molto timido e tenda sempre a piangere, lo Zashiki-warashi ha certa una propensione ai pensieri maliziosi. Viene sempre seguito e scortato dai suoi guardiani, un gruppo di karasu tengu (烏天狗?) che attaccano briga con chiunque faccia piangere il loro protetto. Essendo cresciuto su una montagna ricolma di pura energia spirituale, inoltre, lo spirito è immune all'energia negativa.
Nel manga Watanuki nota che la voce dello Zashiki-warashi è cambiata, divenendo più matura. L'Ame-warashi spiega che la causa della sua crescita sono i sentimenti che prova per Watanuki, che l'hanno indotta a cambiare e a crescere.
Il personaggio è basato su uno spirito del folklore giapponese, lo zashiki-warashi, da cui prende molti tratti caratteristici, soprattutto l'ingenuità e l'innocenza.
Nell'anime lo Zashiki-warashi fa la sua prima apparizione durante l'Ochugen (中元?), un festival giapponese che lo spirito ha scambiato per il giorno di San Valentino. Watanuki le fa in seguito visita per ringraziarla del Tōfu fritto che lo spirito gli aveva regalato per aiutarlo con il kudakitsune.
Nella versione animata è doppiata da Sumi Mutō.

### Kudakitsune
Kudakitsune (管狐?) è uno spirito kitsune tascabile. Viene dato dall'Ame-warashi a Yuko come pagamento per il lavoro svolto da Watanuki, al quale si affeziona istantaneamente e che segue in ogni suo viaggio pericoloso e non, a patto che il ragazzo acconsenta. All'inizio lo spirito infastidiva pesantemente Watanuki, ma con il tempo il ragazzo si è abituato alla sua presenza. Il kudakitsune ha due forme, la prima simile ad un serpente e la seconda in cui prende le fattezze della tradizionale volpe a nove code del folklore giapponese. In quest'ultima forma è in grado di usare i suoi veri poteri, compresa l'abilità di percepire gli spiriti maligni e quella di lanciare gigantesche palle di fuoco, conosciute anche come fuoco di volpe. Per ritornare alla sua forma normale, quella di serpente, lo spirito ha bisogno di immagazzinare una grande quantità di energia positiva, ragion per cui Watanuki lo accompagna nella montagna dello Zashiki-warashi ogni qual volta si presenti la necessità di farlo tornare nel suo formato tascabile. Venuto a sapere che Watanuki ha dato un nome all'uccellino di Himawari, lo spirito pretende di riceverne uno anch'egli dal ragazzo: questi decide per Mugetsu, poiché durante la sua seconda trasformazione i suoi occhi, simili a due lune, sono poco visibili.
Nell'anime il cibo preferito dello spirito è il tōfu fritto, per lui però estremamente nocivo: se ne mangia troppo durante la sua seconda trasformazione i simboli sulla sua testa cominciano a scomparire uno dopo l'altro, fino a che lo spirito non è più in grado di ritornare al suo formato tascabile.

### Tanpopo
Tanpopo (タンポポ?, Tanpopo) è un canarino nato da un uovo donato da Yuko a Watanuki mentre questi stava riposando per riprendersi da una ferita quasi mortale. Secondo Yūko la nascita dell'uccellino è avvenuta per il bene di Himawari, alla quale si affeziona non appena la incontra. Watanuki, sotto richiesta della ragazza, gli dà il nome Tanpopo, letteralmente dente di leone. L'uovo da cui nasce è lo stesso che Sakura riceve in Tsubasa RESERVoir CHRoNiCLE durante il viaggio nella dimensione in cui è presente Kamui.
Fa la sua prima comparsa negli ultimi capitoli del volume 10, mentre il nome gli viene dato nel volume 11. Tanpopo è completamente immune al potere di Himawari e quindi può farle ottima compagnia.

### Mokona Modoki
Mokona Modoki (モコナ＝モドキ?) è uno dei due Mokona creati di Yuko e Clow Reed. Mentre il Mokona bianco ha accompagnato il gruppo di Tsubasa RESERVoir CHRoNiCLE nei loro viaggi fra i mondi, quello nero è restato nel negozio di Yūko per funzionare da tramite e mezzo di comunicazione fra i personaggi delle due serie. Mokona ama passare il tempo a bere con Yūko, mangiare le pietanze preparate da Watanuki e giocare con Maru e Moro. Yūko ha affermato che i due Mokona furono creati da lei e Clow Reed molto tempo addietro in previsione per il futuro arrivo e conseguente viaggio tra i mondi dei personaggi di Tsubasa RESERVoir CHRoNiCLE, oltre che come mezzo per fermare i piani di Fei Wong Reed e salvare "due futuri".
Nell'anime ogni riferimento con Tsubasa RESERVoir CHRoNiCLE è stato eliminato, compresa la vera funzione del Mokona nero, che viene presentato come un semplice amico di Yuko.
Viene doppiata da Mika Kikuchi. Nella versione italiana del film è stata doppiata da Ilaria Stagni.

### Kohane Tsuyuri
Kohane Tsuyuri (五月七日小羽?, Tsuyuri Kohane) è una ragazzina undicenne con eccezionali poteri da esorcista, grazie ai quali è stata catapultata nel mondo dei programmi televisivi dedicati ai fantasmi e al sovrannaturale. Viene introdotta nel nono volume del manga. A prima vista sua madre sembra essere molto protettiva nei suoi confronti, ma in realtà Kohane pensa che si preoccupi più di pubblicizzare i suoi poteri che di lei, cosa tutt'altro che infondata.
La ragazzina rivela a Watanuki di non ricordarsi nemmeno l'ultima volta in cui è stata chiamata per nome, facendo del ragazzo la prima persona a chiamarla "Kohane". Il suo nome significa "piccola piuma", il suo cognome "7 maggio". Lei e Watanuki sembrano condividere un legame, in quanto entrambi possiedono abilità sovrannaturali ed entrambi sono stati esposti all'occulto fin dalla tenera età.

### Haruka Domeki
Haruka Domeki (百目鬼遥?, Dōmeki Haruka) è il nonno di Shizuka, a suo tempo prete del tempio scintoista dove il nipote vive. Morì prima dell'inizio della storia per cause non ben identificate, ma viene costantemente ricordato nelle storie di Shizuka. La somiglianza con il nipote è eccezionale, ma la sua personalità è molto più aperta e cordiale. Sembra che abbia insegnato a Shizuka molte storie sul folklore, sulla mitologia e sulle pratiche scintoiste. Possedeva inoltre un'immensa libreria, passata al nipote al momento della sua morte.
In quanto prete del tempio, Haruka aveva il potere di vedere e scacciare gli spiriti, abilità passata solo in parte al nipote (in quanto Shizuka non è in grado di vederli). Il suo metodo di purificazione, come il nipote, consisteva nel lanciare frecce ricolme di energia positiva. Visti i sigilli protettivi fatti da Haruka per proteggere la biblioteca, Yūko stessa ne commenta l'alta qualità, complimentandosi per le sue doti e conoscenze dell'occulto.
Fa la sua prima apparizione nel nono volume, in un sogno di Watanuki. Come Yuko, si comporta verso il ragazzo come una sorta di guida, chiedendogli il motivo del perché gli piaccia tanto Himawari, facendogli notare che da quando l'ha incontrata le cose sono andate di male in peggio o domandandogli perché trovi Shizuka irritante. Caduto dal secondo piano della scuola ed entrato in coma, Watanuki viene tratto in salvo da Haruka stesso, penetrato nel subconscio del ragazzo per fargli riprendere conoscenza.
Watanuki vede continuamente Haruka nei suoi sogni. In uno di questi lo spirito mostra di avere non solo il potere di entrare nei sogni di Watanuki, ma anche quello di poter trasportare il ragazzo nei sogni di altre persone, in quanto, come affermato da lui stesso, tutti i sogni sono connessi. Il collegamento fra i sogni è un tema ricorrente nei lavori delle CLAMP e trova un ruolo prominente in X.

## Clienti

### Cliente del film
Nel film d'animazione appare una nuova cliente, con le sembianze di una giovane donna che non riesce più ad entrare nella sua casa: il suo desiderio è quindi poter rientrarvi nuovamente. La storia del film ruota intorno alla missione che Yuko, Watanuki e Domeki devono affrontare. Proprio in questa misteriosa casa, che realmente è un'immensa villa, vengono invitati dei collezionisti per un'asta e la stessa Yuko decide così di parteciparvi. I tre protagonisti, però, riescono ad entrarvi senza problemi.
Durante la missione Watanuki scopre un ritratto di una bambina, la quale corrisponde alla ragazza che aveva chiesto aiuto a Yuko. Watanuki riesce così a capire che la ragazza abitava quella casa, ma che ora la casa non la riconosce più come padrona. Il domestico della ragazza, quando era piccola, le aveva promesso di collezionare oggetti strani e insolite, e che quanto sarebbe tornata, le avrebbe mostrato tale collezione. Sfortunatamente il domestico morì, ma continuò a collezionare tali oggetti, sottraendoli ad altri collezionisti, fino ad arrivare a dimenticare il motivo dei suoi gesti, e più importante, perché stesso collezionando tali oggetti.
Dopo l'aiuto di Yuko, che mostrò allo spirito quello che veramente voleva, cioè rendere felice la bambina, parte della villa si distrusse, e rimase solo una piccola casa. Un'anziana donna apparve in seguito, e si scoprì essere la vera forma della ragazza. Una volta incontrato lo spirito del domestico, entrò nella casa con lui, che poi trasformò in un museo. Come pegno, diede a Yuko la chiave della casa, che finì poi nelle mani di Shaoran nel film d'animazione della serie.

### Primo cliente
Il primo cliente di Yuko è una ragazza di 28 anni, che si ritrova nel negozio della strega per caso. Il suo problema è inizialmente legato al mignolo, che non riesce più a muovere. Così Yuko le dona un anello da indossare proprio su questo dito, notando che ad ogni sua risposta, la ragazza emette una specie di fumo nero che si propaga intorno a lei. Watanuki, mentre si stava recando ad un appuntamento con Himarawari, scorge proprio la cliente, e finisce per scoprire il suo vizio, cioè la falsità. Ad ogni bugia, si circondava da un alone di fumo, che il cui effetto era quello di immobilizzarla lentamente, partendo proprio dal mignolo. L'anello donatole da Yuko fungeva proprio da filtro, ma nel momento in cui la ragazza se lo sfilò per pulirlo, rimase bloccata al centro della strada, e finì per morire investita da un camion.
Nella versione animata finisce investita da un camion, ma non muore. Yuko vede questo incidente come una nuova possibilità di riscatto per la ragazza. Viene doppiata da Mamiko Noto.

### Hanahana
Il secondo cliente è una giovane donna, sposata con un figlio, che incontrò Yuko su un sito di "ragazze magiche ed effetti speciali", con il nickname di Hanahana. Il vizio di questa persona è strettamente legato all'utilizzo del computer, ed è infatti conosciuto come dipendenza da Internet, una vera e propria dipendenza. Dopo aver ricevuto in casa Yuko e Watanuki, la donna si ripromette di non utilizzare più il computer, per passare più tempo con suo marito e con suo figlio, triste perché non ha le sue attenzioni. Comunque, la donna ritorna ad utilizzare il computer con il pretesto di dire addio ai suoi amici, ma Yuko ritorna ad avvisarla, e la costringe a scegliere tra la sua famiglia e Internet. Per aiutarla le distrugge il portatile, in cambio di un seggiolone per bambini, ma ribadisce il concetto secondo cui solamente la diretta interessata può liberarsi da questa dipendenza.
Nella versione animata è doppiata da Maria Kawamura.

### Shaoran, Kurogane e Fay
Shaoran, personaggio di Tsubasa RESERVoir CHRoNiCLE, si mostra al cospetto della strega dimensionale con il desiderio di salvare la vita di Sakura. Il desiderio di Kurogane, samurai giapponese, è quello di ritornare nel suo mondo, anche se la stessa sovrana del suo mondo l'ha mandato al cospetto della strega Yuko per scoprire il significato della "vera forza". Il prezzo da pagare corrisponde alla sua spada, triste ricordo del suo passato oltre che simbolo della sua forza. Fay D. Florite è un mago proveniente dal Regno di Celes. Il suo desiderio è non tornare mai nel suo mondo, ma di aggirarsi nei vari mondi. Come prezzo da pagare dovrà donarle il suo tatuaggio, senza il quale non è grado di controllare la propria magia.
Yuko li avverte di non poter esaudire i loro desideri singolarmente, perché il prezzo da pagare sarebbe troppo alto. Propone così di esprimere un desiderio "comune a tutti e tre": quello di poter viaggiare attraverso le dimensioni. Shaoran può quindi viaggiare per recuperare le piume di Sakura, Kurogane può viaggiare per cercare di tornare nel suo mondo, e Fay può viaggiare per fuggire dal suo mondo.
Yuko presta loro uno dei due Mokona, che ha il potere di viaggiare tra le dimensioni. Come pegno chiede a Shaoran le piume che contengono i ricordi che Sakura ha di lui: gli unici ricordi che non recupererà saranno proprio quelli legati a Shaoran. Kurogane è costretto a lasciare la sua spada, e Fay il suo tatuaggio.

### Ame-warashi
Ame-warashi (雨童女?) è uno spirito di sesso femminile conosciuto anche come lo spirito della pioggia. Ha una certa importanza nel mondo spirituale, è estremamente fiero ed ostile verso gli esseri umani, in quanto la maggior parte di loro non rispetta la natura. Si rivolge a Yuko per chiedere l'aiuto di Watanuki nel salvare una persona in un parco con un'ortensia dal colore rosso sangue. È una buona amica dello Zashiki-warashi.
Ha l'abilità di percepire i poteri sovannaturali nelle persone, come visto quando commenta la brutta sensazione che percepisce quando è vicino a Watanuki o l'odore puro e rinfrescante emanato da Dōmeki. Appare in un secondo momento con lo Zashiki-warashi per far visita a Watanuki, mantenendo però verso di lui un atteggiamento ostile. In questa occasione fa anche un commento criptico sulla vera natura del ragazzo.
Nell'anime i suoi capelli sono rossi, mentre nelle illustrazioni colorate dalle CLAMP risultano blu. Il concetto di Ame-warashi è basato su uno spirito del folklore giapponese.
È stata doppiata da Akiko Yajima.